# Reino (entidade política)
Um reino é uma comunidade ou território sobre o qual um soberano governa, cuja cultura é identificada por todas os habitantes do Reino. O termo é comumente usado para descrever um estado monárquico ou dinástico.
Diferentemente de Impérios, os Reinos não possuem colônias nem outros povos sobre seu domínio, se o reino conquistar outros povos cuja cultura seja diferente da deles já pode ser considerado um Império. O Reino Unido por exemplo, possuía seus habitantes com a cultura predominante sendo britânica, já o Império Britânico abrangia diversas culturas e muitas colônias.